# Masacre de Salto (São Paulo)
La Masacre de Salto (São Paulo) fue una masacre que involucró a un policía ocurrida la mañana del 15 de mayo de 2023 en la ciudad de Salto, São Paulo, cuando el sargento de la Policía Militar de la ciudad identificado como Gouveia mató a dos compañeros en la sede de la corporación, el Capitán Josias Justi da Conceição Júnior y Sargento Roberto Aparecido da Silva. Gouveia se entregó tras el crimen, fue detenido y condenado a 45 años de prisión en octubre de 2023.
El crimen, que había sido premeditado, se produjo poco más de 48 horas después de que un policía civil matara a cuatro compañeros en la comisaría regional de Camocim, en Ceará.

## Delito
En la mañana del 15 de mayo de 2023, armado con un fusil, el sargento Claudio Henrique Frare Gouveia encerró una de las salas de la 3ª Compañía de la Policía Militar de Salto y disparó a Josias y Roberto. Los bomberos fueron llamados, pero las víctimas ya estaban muertas a la llegada de los servicios de emergencia.
El 21 de mayo siguiente, el programa Fantástico mostró imágenes en un reportaje donde quedó claro que el crimen había sido planeado, ya que Gouveia pidió a otros policías que abandonaran el edificio, advirtiendo que habría un entrenamiento afuera. Luego cerró la puerta y fue a la sala donde estaban las víctimas. Disparó nueve veces, usando un fusil. "Es cierto que la acción del apelante fue premeditada desde el principio", relató el juez militar Clovis Santinon al juzgar una acción de Apelación Criminal de la defensa.
"El lamentable suceso en el interior de São Paulo tuvo amplia divulgación en la prensa nacional. En una mañana de mayo de 2023, el policía militar llegó al Batallón donde trabajaba y activamente buscó un fusil, alegando que sería para realizar un entrenamiento a un grupo que estaba comenzando el servicio. Con el arma en mano, entró en la sede y ordenó la salida de todos los miembros de su equipo, tras lo cual se dirigió a la sala donde estaban dos superiores, un capitán PM y un 2º sargento PM. Allí efectuó varios disparos contra los dos oficiales, causando sus muertes. Después del ataque, esperó en una sala de reuniones su arresto en flagrante delito", informó el Tribunal de Justicia Militar en su portal al confirmar la condena a 45 años de prisión.

### Víctimas
- Josias Justi: capitán y comandante de la Policía Militar de Salto, asumió como comandante del Parque de Bomberos de Salto en 2014, antes de trasladarse a Sorocaba (SP) y en mayo de 2020 fue ascendido a capitán en Salto.
- Roberto da Silva: sargento de la 3.ª Compañía de la Policía Militar de Salto.[10]

### Motivación
Gouveia dijo que el comandante había destruido su vida por imponer horarios de trabajo incompatibles entre él y su esposa, que también trabajaba en la misma Compañía. “Él no debía haber destruido mi vida, él destruyó mi vida. Entonces, eso es todo, ojo por ojo. Ese es el motivo por el cual sucedió", dijo después de ser arrestado.

## Investigación y desarrollo
Gouveia se entregó después de disparar contra sus compañeros y fue arrestado. Continúan las investigaciones para determinar el crimen, incluida su motivación.

### Juicio y pena
Fue condenado en octubre de 2023 por el Tribunal de Justicia Militar a 45 años de prisión por doble homicidio, pero su defensa apeló. Sin embargo, la pena fue mantenida en abril de 2024.

## Reacciones
El ayuntamiento declaró luto oficial y lamentó el incidente en un comunicado. "Con profunda consternación, la Municipalidad de Salto lamenta el fallecimiento del Capitán Josias Justi da Conceição Junior, Comandante de la 3ª Compañía de la Policía Militar de Salto, y del Sargento 2º Roberto da Silva, también miembro de esa Compañía, expresando solidaridad con sus familiares y amigos, por las pérdidas irreparables", dice el comunicado.

## Debate sobre salud mental
El caso fue materia de un reportaje de Fantástico el 21 de mayo de 2023, cuando el programa inició el debate sobre la salud mental entre los policías militares de São Paulo. "Números de la propia corporación indican que hay 80 mil PMs en activo y se conceden, en promedio, cuatro licencias por día por cuestiones psiquiátricas", informó el programa.
Al juzgar la mantención de la sentencia de prisión de 45 años en abril de 2024, sin embargo, las autoridades militares justificaron que "ninguno de los argumentos presentados valida la reforma de la sentencia, ya que el conjunto de pruebas confirma la versión de los hechos acusatorios", además de que "ninguna de esas alegaciones fue comprobada. Por el contrario, según narran los testigos, el oficial incluso evaluó positivamente el desempeño profesional del apelante".